# Leo Ware
Leo Ware, właśc. Leonard Everett Ware (ur. 27 września 1876 w Roxbury; zm. 28 grudnia 1914 Elizabeth) – amerykański tenisista, zwycięzca U.S. National Championships 1897 i U.S. National Championships 1898 w grze podwójnej.

## Kariera tenisowa
Leo Ware wygrał dwa razy U.S. National Championships (obecnie US Open) w konkurencji gry podwójnej mężczyzn, w 1897 i 1898 wspólnie z George’em Sheldonem. W 1899 i 1901 był także z w finale debla. W zawodach singlowych czterokrotnie awansował do półfinału, w latach 1897–1899 i 1901.

### Finały w turniejach wielkoszlemowych

#### Gra podwójna (2–2)
| Końcowy wynik | Nr | Data | Turniej                              | Nawierzchnia | Partner        | Przeciwnicy                 | Wynik finału              |
| ------------- | -- | ---- | ------------------------------------ | ------------ | -------------- | --------------------------- | ------------------------- |
| Zwycięzca     | 1. | 1897 | U.S. National Championships, Newport | Trawiasta    | George Sheldon | Harold Mahony Harold Nisbet | 11:13, 6:2, 9:7, 1:6, 6:1 |
| Zwycięzca     | 2. | 1898 | U.S. National Championships, Newport | Trawiasta    | George Sheldon | Holcombe Ward Dwight Davis  | 1:6, 7:5, 6:4, 4:6, 7:5   |
| Finalista     | 1. | 1899 | U.S. National Championships, Newport | Trawiasta    | George Sheldon | Holcombe Ward Dwight Davis  | 4:6, 4:6, 3:6             |
| Finalista     | 2. | 1901 | U.S. National Championships, Newport | Trawiasta    | Beals Wright   | Holcombe Ward Dwight Davis  | 3:6, 7:9, 1:6             |